# Гульєльмо Сегато
Гульєльмо Сегато (італ. Guglielmo Segato, 22 березня 1906 — 19 квітня 1979) — італійський велогонщик.
Олімпійський чемпіон 1932 року в командній шосейній гонці, срібний призер 1932 року в груповій шосейній гонці.